# Gardrungs
Gardrungs  är en bebyggelse söder om Visby i Gotlands kommun.  Bebyggelsen klassades  vid avgränsningen 2020 som en separat småort.